# 1 000 Years
1 000 Years — первый студийный альбом американской альтернативной рок-группы The Corin Tucker Band. Он был выпущен 5 октября 2010 года на лейбле Kill Rock Stars. Это первый альбом Корин Такер после того, как Sleater-Kinney ушли на «хиатус» в 2006 году. Она записала альбом вместе с Сетом Лоринци и Джулианой Брайт из Golden Bears и Circus Lupus, а также с Сарой Лунд из Hungry Ghost и Unwound. Лоринци также выступил продюсером альбома. Единственным синглом, выпущенным с 1 000 Years, стала песня «Doubt».
Альбом получил в целом положительные отзывы критиков, многие из которых отметили, что стилистически он гораздо более приглушённый и интимный, чем её работы со Sleater-Kinney. По состоянию на август 2012 года альбом был продан тиражом около 8 000 копий. Он занял 9-е место в американском чарте Top Heatseekers и 49-е место в чарте Top Independent Albums Chart, оба 23 октября 2010 года.

## Отзывы
| Совокупная оценка          | Совокупная оценка |
| Источник                   | Оценка            |
| -------------------------- | ----------------- |
| Metacritic                 | 76/100            |
| Оценки критиков            |                   |
| Источник                   | Оценка            |
| Allmusic                   | [ 2 ]             |
| The A.V. Club              | B                 |
| Drowned in Sound           | 8/10              |
| Entertainment Weekly       | C+                |
| MSN Music (Expert Witness) | A                 |
| NME                        | [ 7 ]             |
| No Ripcord                 | 8/10              |
| Pitchfork Media            | 6.5/10            |
| Rolling Stone              | [ 10 ]            |
| Slant                      | [ 11 ]            |

Альбом получил в основном положительные отзывы; на Metacritic его средневзвешенная оценка составляет 76 из 100, что означает «в целом благоприятные отзывы». Самая положительная рецензия была от Роберта Кристгау, который поставил ему пятёрку и назвал его «глубоким, болезненным, трезвым, тонким альбомом». Помимо того, что Кристгау поставил альбому пятёрку, он также назвал 1 000 Years 11-м лучшим альбомом 2010 года в своём списке по итогам года. Это резко контрастировало с самой негативной рецензией — C+ от Уитни Пасторек из EW, которая сказала, что в альбоме,
Голос Корин Такер - всегда такой неповторимо эмоциональный в панковских контекстах S-K - неуютно звучит в песнях, которые взяты из других групп, ориентированных на 90-е (Liz Phair, Pavement), но так и не обрели собственную форму.
Что касается единственного сингла альбома «Doubt», Адам Кивел из Consequence of Sound похвалил песню за то, что в ней вновь прозвучал характерный «вой» Такера. Аналогично, Том Гиббс из Drowned in Sound похвалил песню за то, что в ней Такер предстал в более привычной вокальной форме. Кивел также отметил, что песня была приглушённой и не имела той дикой энергии, которая присуща музыке Sleater-Kinney. Кивел также сравнил звучание «Thrift Store Coats» со звучанием Fiery Furnaces, а песню «Dragon» назвал «драматичной», отметив, что в ней преобладает виолончель.

## Коммерческий успех
По состоянию на август 2012 года альбом 1 000 Years был продан тиражом около 8 000 копий.

## Список композиций
1. «1,000 Years» — 3:47
2. «Half a World Away» — 3:02
3. «It’s Always Summer» — 3:37
4. «Handed Love» — 3:17
5. «Doubt» — 3:23
6. «Dragon» — 3:56
7. «Riley» — 3:14
8. «Pulling Pieces» — 4:28
9. «Thrift Store Coats» — 2:52
10. «Big Goodbye» — 4:46
11. «Miles Away» — 4:34